# Grüne Wiese
Pour les articles homonymes, voir Wiese.
Le Grüne Wiese (littéralement « Pré Vert » en français ; aussi appelé Grüne Witwe, Grüner Frosch ou Grüner Engel) est un cocktail autrefois populaire pendant les fêtes dans les années 1980, notamment en RDA. Le long drink simple consiste en un mélange de curaçao bleu et de jus d'orange, qui lui donne sa couleur verte, et est généralement complété par du vin mousseux, garni d'une brochette de fruits ou d'une tranche d'orange, et servi avec une paille en plastique.

## Ingrédients et préparation
Le Grüne Wiese est préparé dans sa version de base à partir d'un mélange de curaçao bleu, une liqueur d'orange de couleur bleue, et de jus d'orange. Le rapport de mélange peut varier et dépend principalement des autres ingrédients. Par exemple, dans les recettes, on utilise 4 cl de curaçao bleu et 12 cl de jus d'orange servis avec des glaçons ou 12 cl de curaçao bleu et de jus d'orange mélangés et complétés par 6 cl de vin mousseux. Un vin mousseux sec de la marque Rotkäppchen, populaire en RDA, est classiquement utilisé.
L'important est la coloration verte du cocktail, qui est créée comme une couleur mélangée de curaçao bleu et de jus d'orange. Si la liqueur bleue est soigneusement ajoutée au verre à la toute fin, elle coule au fond et on obtient un gradient de couleur du jaune au vert au bleu avant de remuer. En plus des recettes standard, il existe également des variantes avec d'autres ingrédients, comme avec de la liqueur de banane, du jus de banane ou avec de la vodka.

## Signification
Le Grüne Wiese était populaire, sous de nombreux noms, surtout dans les années 1980 en RDA comme cocktail de fête et de bar, et est toujours considéré comme l'un des cocktails typiques de la RDA les plus célèbres,,. Initialement, il y avait des difficultés avec le curaçao bleu, car en RDA fondamentalement seuls les liquides toxiques étaient autorisés à être marqués de la couleur bleue.